# Pyrrosia adnascens
Espèce
Pyrrosia adnascens est une espèce de fougères de la famille des Polypodiaceae.

## Description
Il s'agit d'un épiphyte ou d'un lithophyte qui pousse principalement dans le biome tropical humide. Elle présente des feuilles végétatives obovales et des sporophylles longs.

## Répartition
L'aire de répartition indigène de cette espèce s'étend du Népal à la Chine du Sud et à l'Indochine, au Nansei-shoto central, de Taïwan aux Philippines.

## Systématique
Le nom correct complet (avec auteur) de ce taxon est Pyrrosia adnascens (Sw.) Ching.
L'espèce a été initialement classée dans le genre Polypodium sous le basionyme Polypodium adnascens Sw..
Pyrrosia adnascens a pour synonymes :
- Cyclophorus adnascens f. dichotoma Alderw.
- Cyclophorus adnascens f. pernuda Alderw.
- Cyclophorus adnascens var. minor Alderw.
- Cyclophorus adnascens (Sw.) Desv.
- Cyclophorus pertusa (Roxb. ex Hook.) Link
- Cyclophorus pustulosus Christ
- Niphobolus adnascens (Sw.) Kaulf.
- Niphobolus pertusus (Roxb. ex Hook.) Spreng.
- Polypodium adnascens Sw.
- Polypodium pertusum Roxb.
- Polypodium pertusum Roxb. ex Hook.
- Pyrrosia adnascens f. adnascens
- Pyrrosia adnascens f. calcicola K.H.Shing